# Kanton Saint-Loup-Lamairé
Kanton Saint-Loup-Lamairé is een voormalig kanton van het Franse departement Deux-Sèvres. Kanton Saint-Loup-Lamairé maakte deel uit van het arrondissement Parthenay en telde 4111 inwoners (1999).

## Gemeenten
Het kanton Saint-Loup-Lamairé omvatte de volgende gemeenten:
- Assais-les-Jumeaux
- Gourgé
- Le Chillou
- Louin
- Maisontiers
- Saint-Loup-Lamairé (hoofdplaats)
- Tessonnière